# تایلیا زیمر
تایلیا زیمر (به انگلیسی: Tayliah Zimmer) (زادهٔ ۲۴ مهٔ ۱۹۸۵) شناگر اهل استرالیا است.